# Klavdi Lebedev
Klavdi Lebedev (en russe : Лебедев, Клавдий Васильевич) né le 16 octobre 1852 (28 octobre dans le calendrier grégorien), mort le 21 septembre 1916 (4 octobre dans le calendrier grégorien) à Moscou est un peintre, un illustrateur et un professeur russe.

## Biographie
Né dans une famille de paysans dont le père était peintre d'église, Klavdi Lebedev entre au début des années 1870 à l'École Stroganoff d'où il sort en 1875 pour entrer à l'École de peinture, de sculpture et d'architecture de Moscou. Ses enseignants préférés sont Vassili Perov, Illarion Prianichnikov, Alekseï Savrassov, Evgraf Sorokine et son ami, son associé le plus proche Constantin Makovski qui écrira en 1916 dans la rubrique nécrologie du journal Niva à la page 821 du N°50 «Doué d'une âme tendre, c'était un homme d'un bonté exceptionnelle et d'une honnêteté irréprochable. Il était également honnête dans toutes ses actions; il étudiait chaque chose avec le même amour et la même conscience scrupuleuse : un motif sur le costume ou sur l'écharpe d'un boyard, la texture de la peau de mouton d'un paysan, un ornement porté par un vieillard...»[réf. nécessaire]. À partir de 1877, il participe aux expositions de son école mais aussi  à celles des Ambulants et à celles de Académie impériale des Beaux-Arts ce qui lui permet de recevoir une grande médaille d'argent et le titre d'artiste du 3e degré en 1881 pour le tableau Boïarynias sortant de l'église. En parallèle, de 1881 à 1887, il travaille sur le chantier de la cathédrale de l'Ascension à Ielets, où, avec Korzoukhine ils doivent illustrer les parois. Sur 220 peintures, Klavdi Lebedev peint les icônes des deux niveaux inférieurs de la partie centrale de l'iconostase à trois niveaux puis celles des parois à gauche et à droite de l'iconostase et continue en peignant les murs et les piliers de la cathédrale 

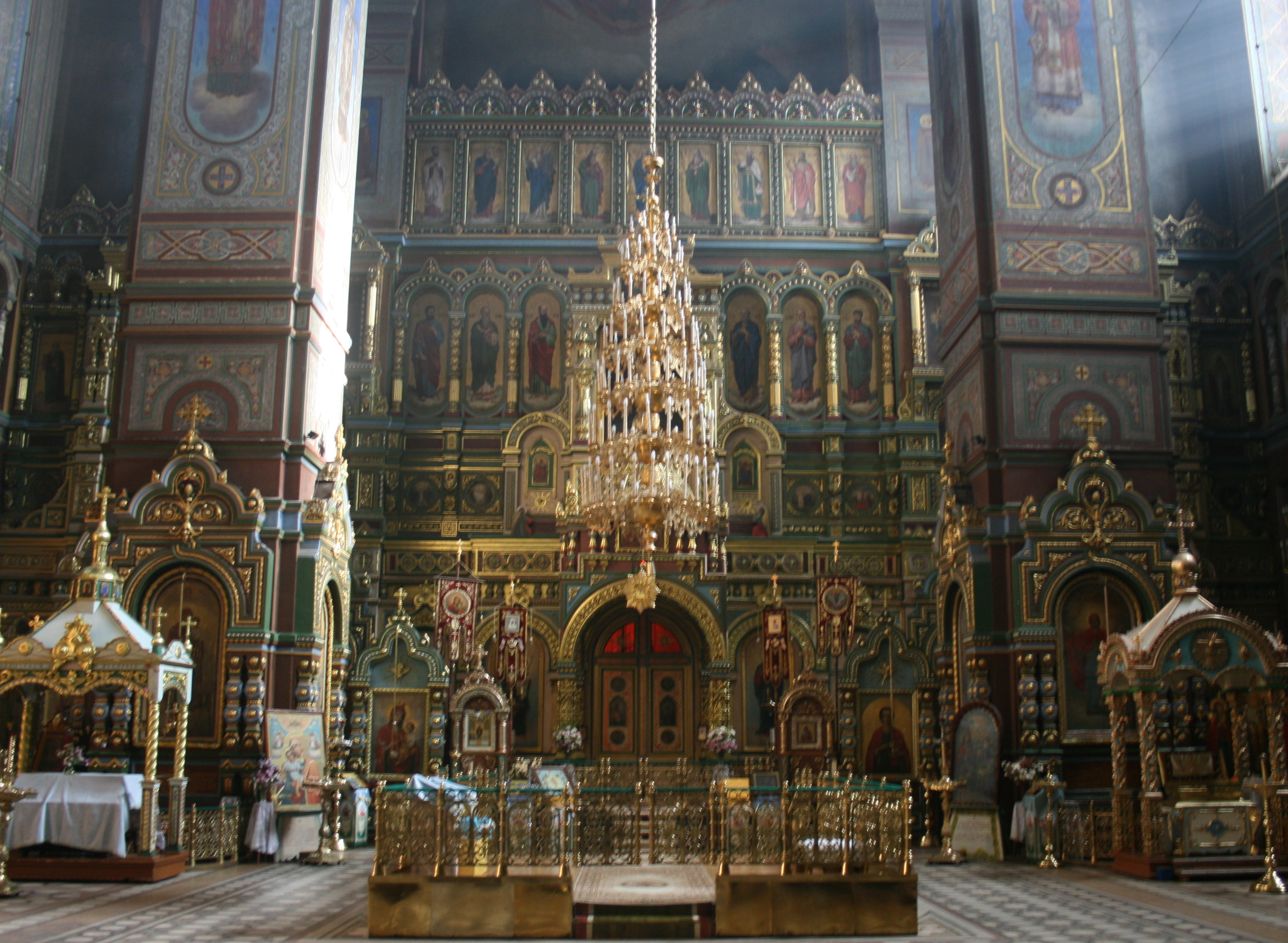
À l'intérieur de la cathédrale de l'Ascension à Ielets

 Ce travail considérable lui prend six années mais lui assure son indépendance matérielle grâce aux 35 000 roubles qu'il reçoit pour ce labeur.     

À partir de 1890 il enseigne à l'école de peinture, de sculpture et d'architecture de Moscou et la même année on fait appel à lui pour décorer l'iconostase de l'église bulgare Saint-Étienne de Constantinople

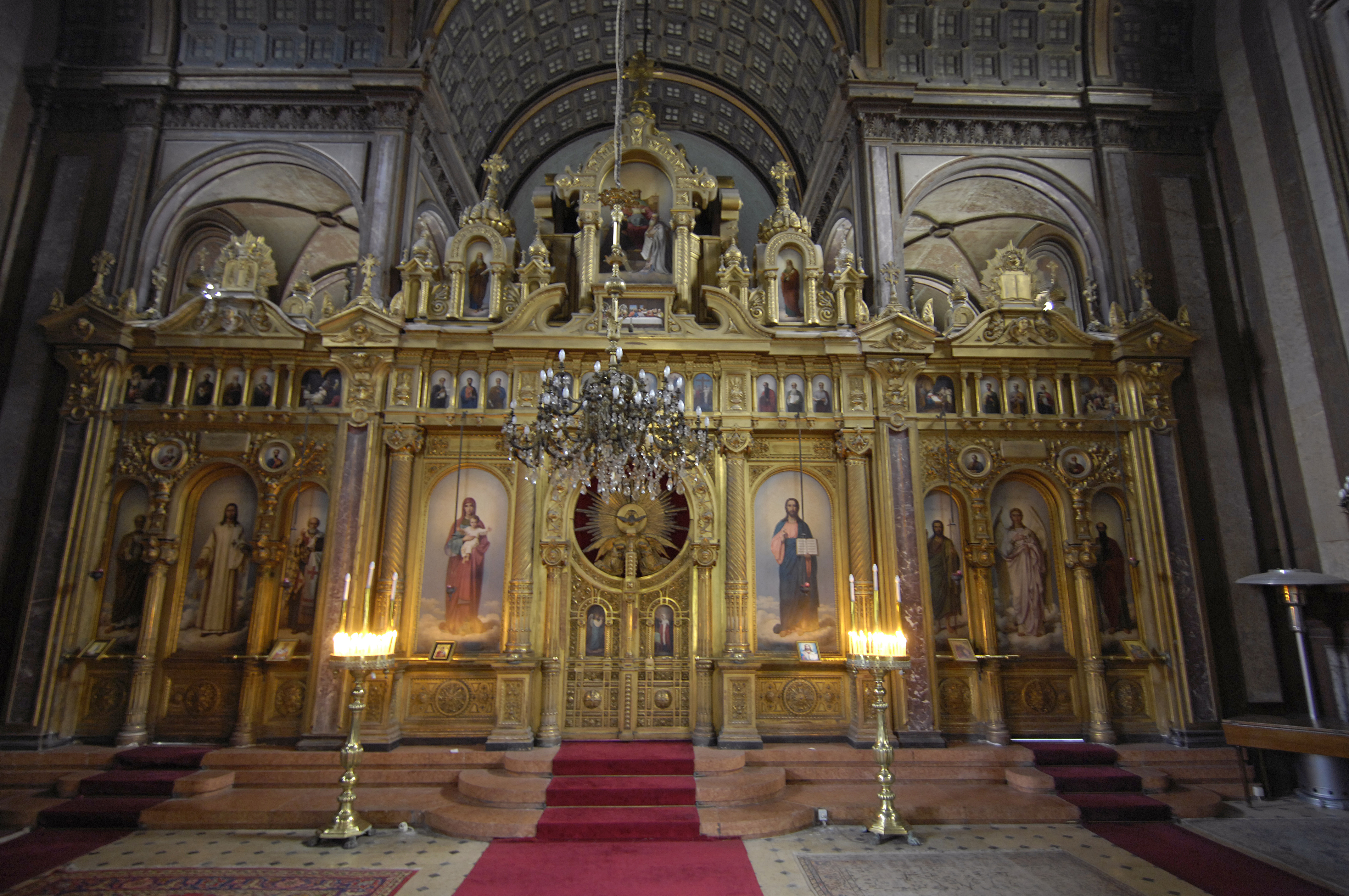
Iconostase de l'église bulgare Saint-Étienne d'Istanbul

 qui est consacrée le 8 septembre 1898. En 1891, il devient membre des Ambulants et poursuit sa carrière d'enseignant à l'école supérieure d'art de l'Académie des arts à Saint-Pétersbourg à partir de 1894; il y reste jusqu'en 1898. Le tableau La Mort du tsar Fédor III dont on peut se faire une idée du contenu mais pas des couleurs grâce au document suivant 

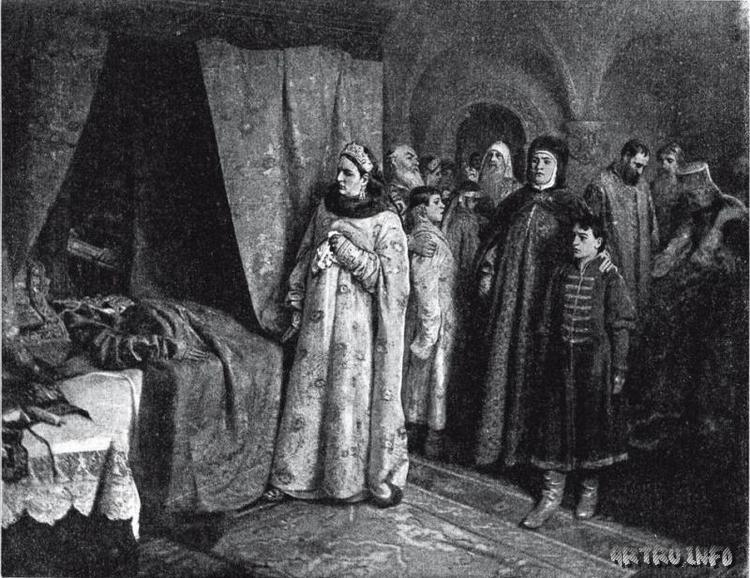
La Mort du tsar Fédor III

 lui permet de recevoir le titre d'académicien de la peinture en 1897. En 1898 il devient membre de la société moscovite des amateurs d'art où il reste dix ans et commence à participer avec Léon Bakst, Alexandre Benois, Eugène Lanceray, Leonid Pasternak, Ilia Répine, Andreï Riabouchkine, Nikolaï Samokich, Valentin Serov, Vassili Sourikov, Alekseï Stepanov, Apollinaire Vasnetsov, à l'illustration des volumes 2, 3 et 4 de Chasse princière, royale et impériale en Russie. Il illustre bien d'autres livres dont Le Prince Serebrianyï (ru) d'Alexis Konstantinovitch Tolstoï, des contes de fées russes pour les journaux Niva, Vsemirnaïa Illustratsia, L'Éducation picturale et des livres ayant trait à la religion, des illustrations pour les éditeurs Alexeï Stoupine et Ivan Sytine. On peut retrouver 115 de ses aquarelles, dessins et croquis dans les collections de l'église et cabinet archéologique (ru) de l'Académie théologique de Moscou alors que d'autres sont conservés dans le Musée d'Histoire de la Religion à Saint-Pétersbourg. Puis en 1906 il est élu membre à part entière de l'Académie impériale des Beaux-Arts.
Âgé de 63 ans, il meurt sans avoir pu terminer le tableau qu'il consacrait à Ivan le Terrible.

## Œuvres
Les reproductions ci-dessous sont celles d'œuvres dont les références ne sont pas citées dans la liste qui suit.

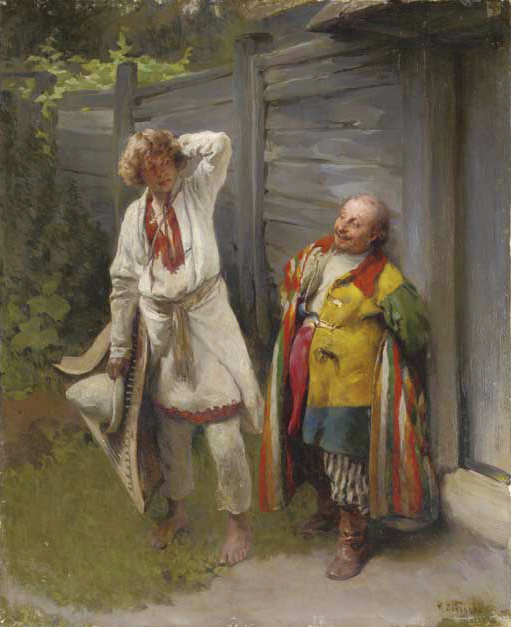
Deux copains: un clown et un cithariste. 1906
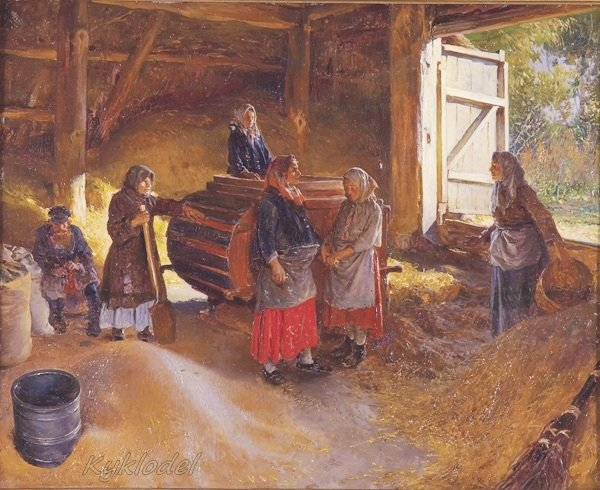
L'Aire de battage. 1894
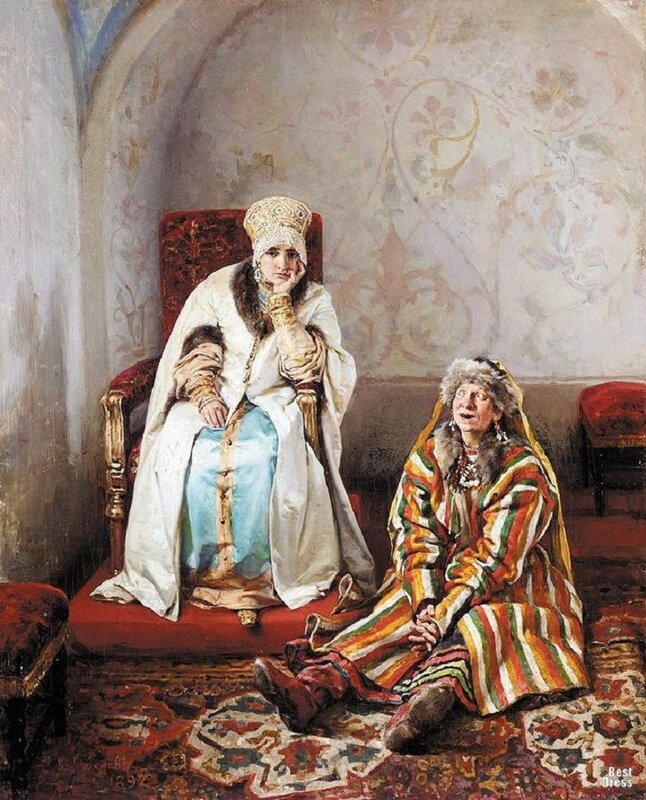
La Tsarevna Nesmeïana. 1892
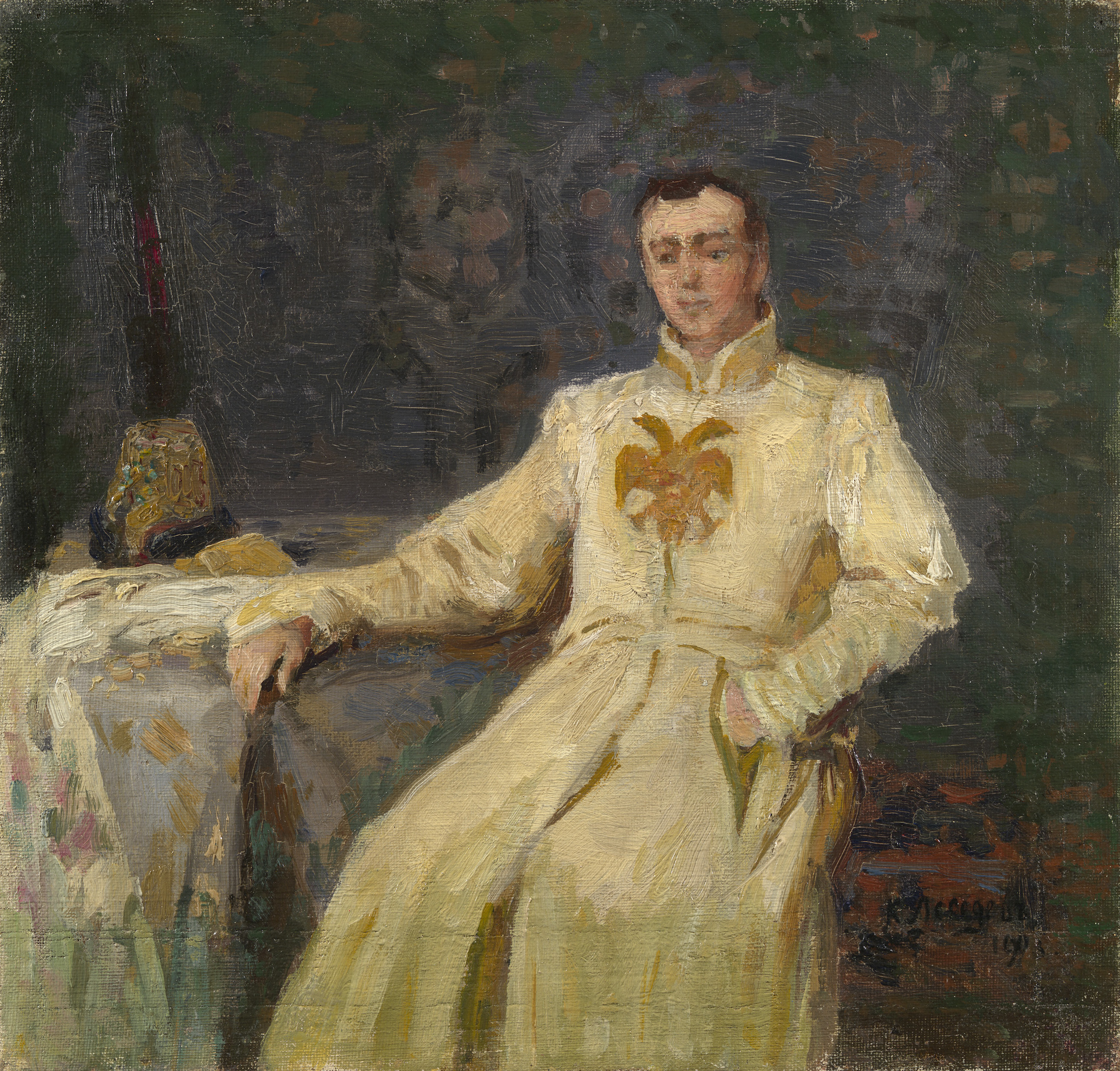
Le Faux Dmitri. Esquisse. 1903. Collection privée
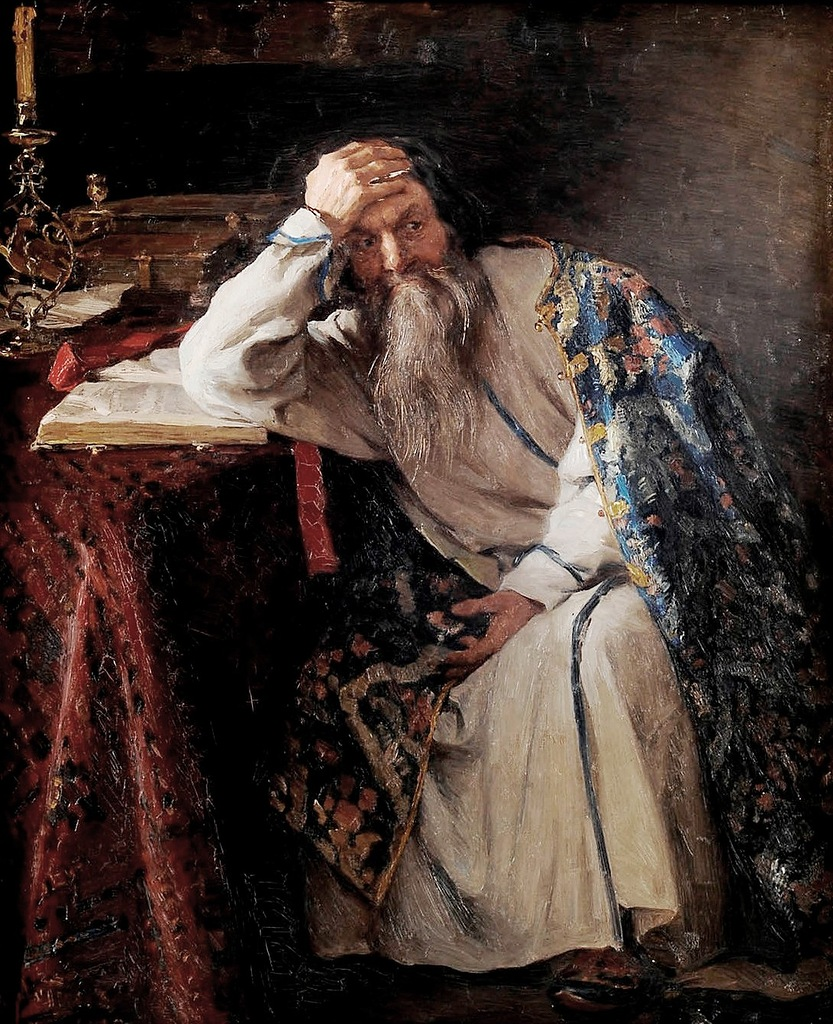
Ivan le Terrible
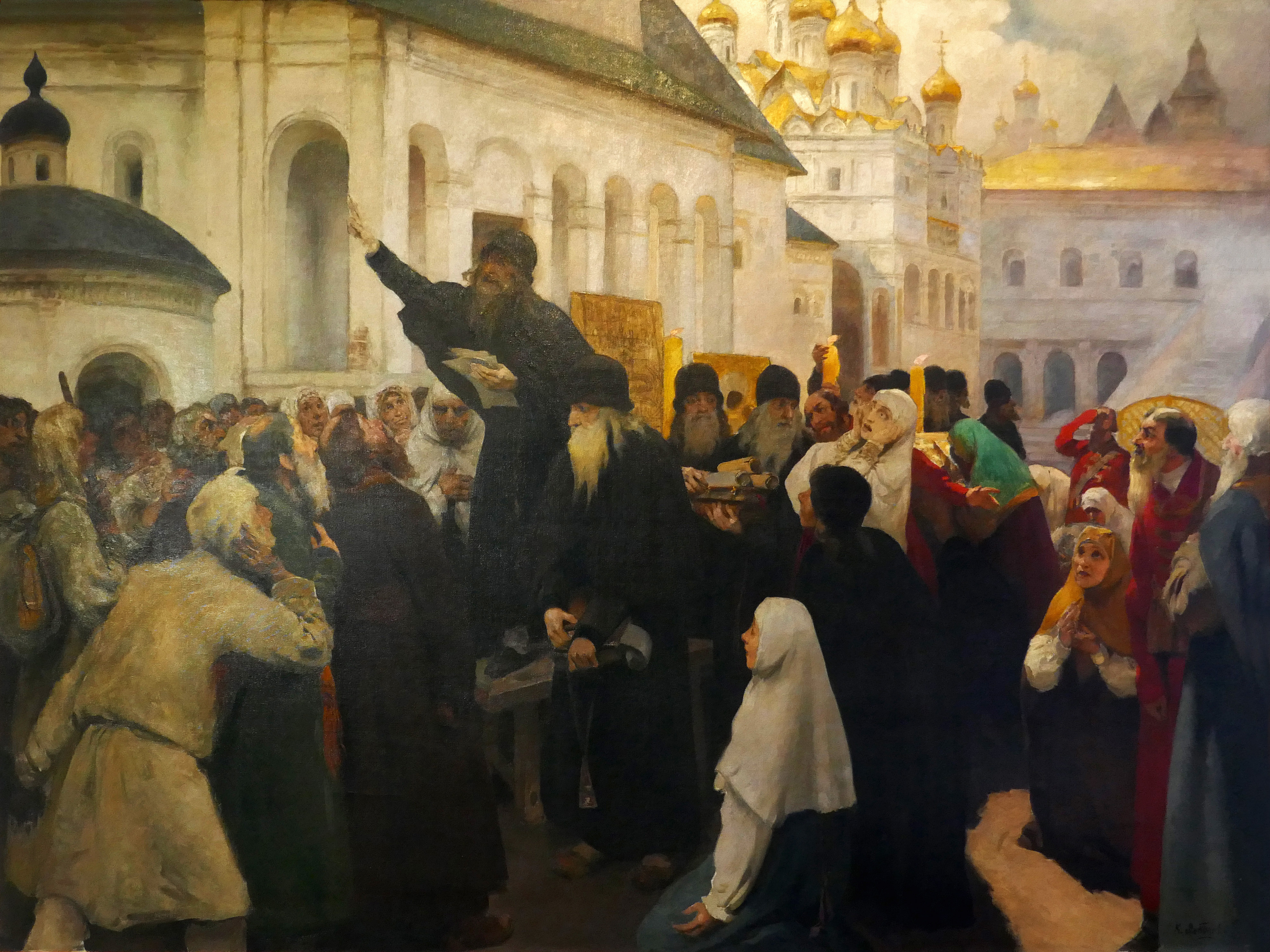
Débat sur la foi. Monastère du Sauveur-Saint-Euthyme
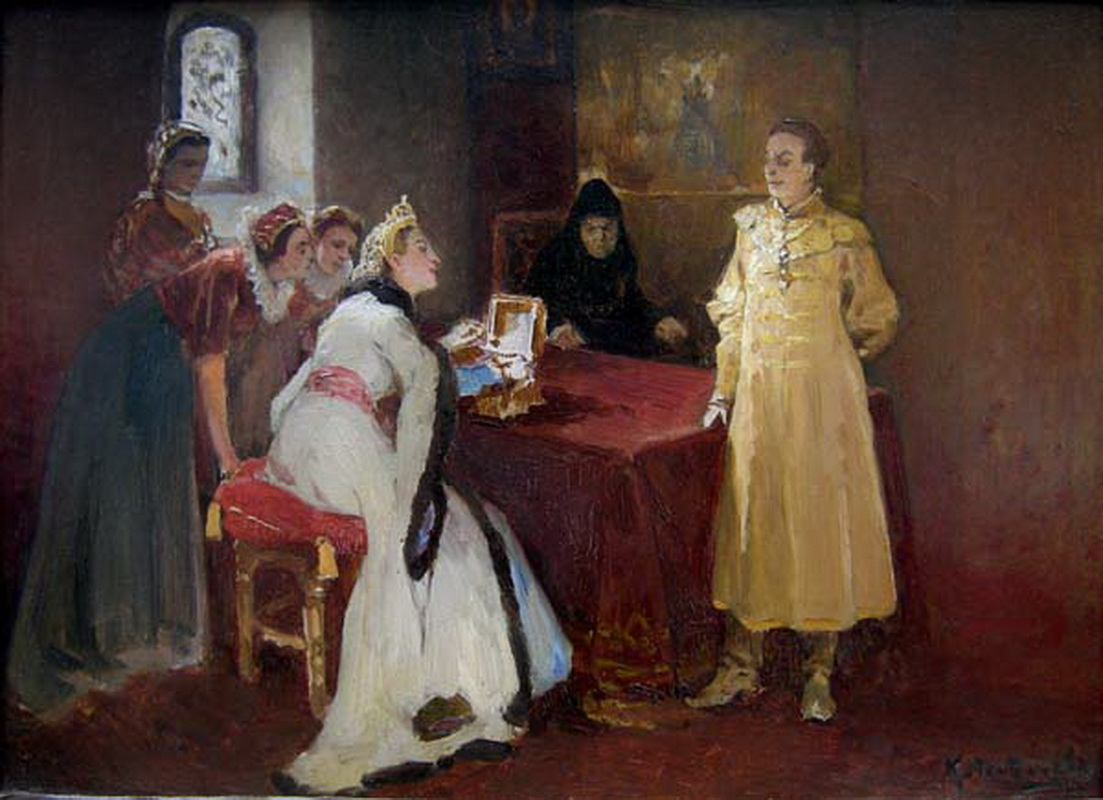
Le Faux Dmitri. Collection privée
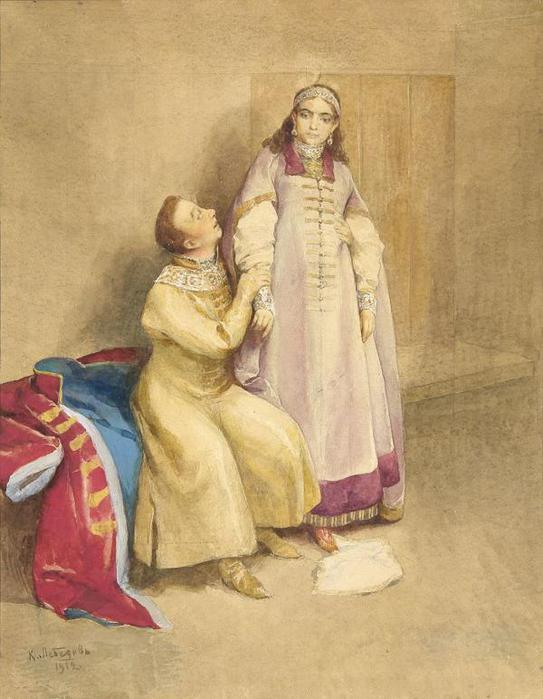
Le Faux Dmitri et la tsarevna Ksenia Godounova
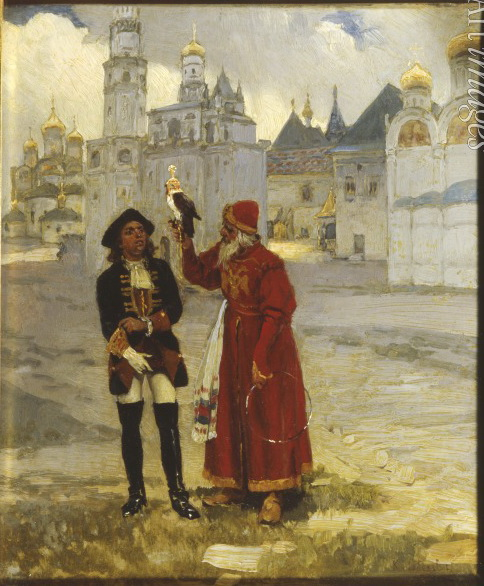
Pierre 1er le Grand et son faucon. Musée Glinka
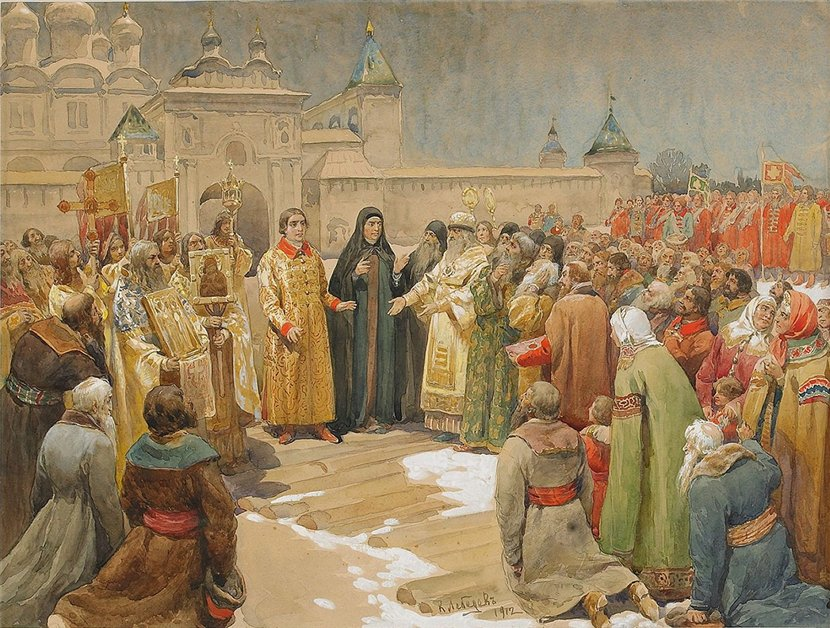
L'Élection de Michel 1er tsar de Russie en 1613. 1912
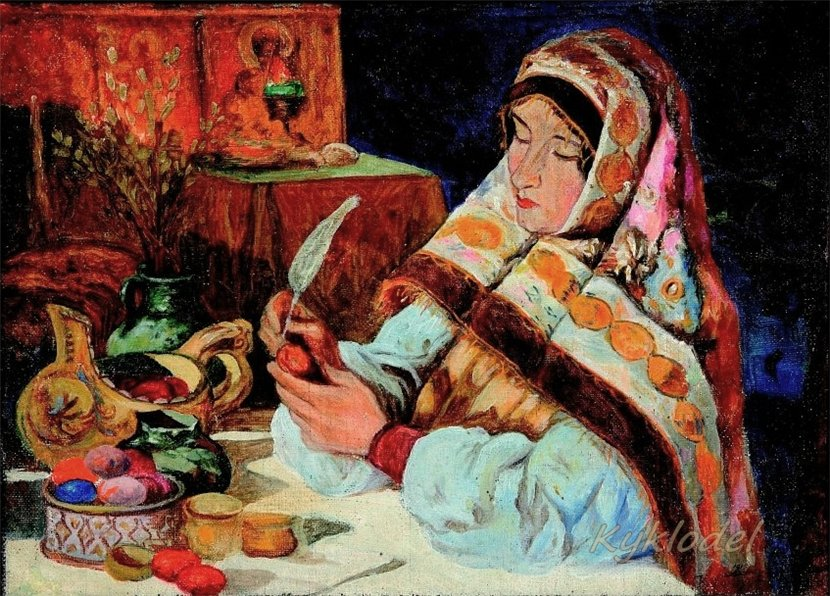
Avant Pâques. 1916

La liste bien qu'incomplète car son travail est très important, montre les thèmes abordés, surtout l'histoire, les techniques appliquées, les supports utilisés, les dimensions choisies et les lieux publics, seulement, où sont conservées les œuvres.
- 1883 : Mariage boyard. Huile sur toile. 48,8 × 69,2 cm. Galerie Tretiakov à Moscou.
- 1889 : Marfa Boretskaïa. Destruction de la vétché de Novgorod. Huile sur toile. 251 × 410 cm. Galerie Tretiakov à Moscou.
- 1892 : Tsarevna Nesmeïana (ru). Musée d'État des arts Abilkhan Kasteyev à Almaty.
- 1893 : Dans le wagon. Huile sur toile. 35 × 32 cm. Musée-domaine Nikolaï Iarochenko à Kislovodsk.
- 1894 : Visite à son fils. Huile sur toile. 87 × 65,7 cm. Galerie Tretiakov à Moscou.
- 1895 : Amis. Huile sur toile. Musée national des Beaux-Arts de Biélorussie.
- 1896 : Tonsure imposée. Huile sur toile collée sur du carton. 29 × 35,5 cm. Musée Glinka à Moscou.
- 1896 : Jeune homme sur le banc. Huile sur toile. 42 × 33 cm. Université pédagogique d'État de Moscou
- 1897 : Le Boyard. Huile sur bois. 32 × 40,5 cm. Musée russe à Saint-Pétersbourg.
- 1898 : Au monastère Kirillo-Belozarsky, le Tsar Ivan le Terrible demande à l'higoumène Kirill de l'admettre parmi les moines. Huile sur toile. 106,6 × 144 cm. Musée national des Beaux-Arts de Biélorussie.
- 1899 : Ambassadeurs auprès du boyard Strechnev. Huile sur toile. Réserve du musée d'État à Smolensk
- 1900 : Danse. Huile sur toile. 26 × 31 cm. Musée d'État des arts Abilkhan Kasteyev à Almaty.
- 1900 : Vieux Célibataire. Huile sur toile. Musée des beaux-arts de Iekaterinbourg.
- 1904 : Russes explorant de nouvelles terres. Aquarelle sur papier. Galerie de peinture de l'oblast de Vologda.
- 1904 : Boyard calomniant. Huile sur toile. 89 × 122,2 cm. Galerie Tretiakov à Moscou.
- 1905 : Boïarynia regardant un motif de broderie. Huile sur toile. 100,5 × 133,5 cm. Musée d'art de Sourgout.
- 1906 : Portrait d'un garçon aux cheveux blonds Galerie Tretiakov. Moscou.
- 1907 : La Chasse à l'ours. Huile sur papier. 23 × 34 cm. Musée russe à Saint-Pétersbourg.
- 1910 : Vente de serfs aux enchères. Huile sur toile.
- 1910 : Partir. Huile sur toile. 66,7 × 90,3 cm. Galerie d’Art Régionale à Tcheliabinsk
- 1911 : Assemblée à la cour de Pierre Ier le Grand. Aquarelle sur Papier. Musée d'art régional d'Ivanovo (ru)
- 1912 : La Section civile du tribunal de pré-réforme. Gouache et aquarelle sur papier. Musée d'histoire et d'art du raïon de Viazniki.
- 1913 : Nikita Zotov donnant un cours au futur Pierre Ier le Grand. Huile sur toile. Galerie d’Art Régionale à Tcheliabinsk.
- 1913 : Greffier[4]. Gouache et aquarelle sur papier. 62,5 × 46,5 cm. Musée d'histoire et d'art du Viaznikovski Raïon.
- avant 1916 : La Nuit d'Ivan Kupala. Aquarelle sur papier. Musée des beaux-arts à Stavropol.

Cette liste ne donne pas les références de très nombreuses images pieuses qu'il a produites mais on peut s'en faire une idée en consultant les nombreux sites recelant des reproductions de ses œuvres. En voici trois : avec 51 images, avec 58 reproductions de bonne taille, avec 66 grandes illustrations.

### Illustrations d'ouvrages
- 1883-1884 : illustrations pour Mémoires d'un chasseur d'Ivan Tourgueniev[8].
- 1898 : Chasse princière, royale et impériale en Russie (ru), volume 2
- 1899 : L'Élu de Dieu (Избранник божий) de Piotr Polevoï (ru)
- 1902 : Chasse princière, royale et impériale en Russie, volume 3
- 1908 : 60 illustrations pour l'Ancien testament
- 1909 : 43 illustrations pour l'Ancien testament et 51 pour le Nouveau testament sur papier français gris de 30 × 47 cm
- 1911 : Chasse princière, royale et impériale en Russie, volume 4

Igor Grabar dans son autobiographie le considère comme «un artiste d'un talent moyen qui ne s'élève pas au-dessus des peintres ambulants d'une importance secondaire[réf. nécessaire].

## Expositions
- De ses œuvres sont exposées à l'Exposition universelle de 1893 à Chicago.
- Médaille de bronze à l'Exposition universelle de 1900 à Paris;